# Wahlkreis Aberdeenshire North and Moray East
Der Wahlkreis Aberdeenshire North and Moray East ist ein Wahlkreis (englisch constituency) für die Wahl eines Abgeordneten des britischen Unterhauses (House of Commons).

## Ergebnisse

### Parlamentswahl 2024
| Kandidaten           | Kandidaten        | Parteien                | Stimmen | %    |
| -------------------- | ----------------- | ----------------------- | ------- | ---- |
|                      | Seamus Logan      | Scottish National Party | 13.455  | 35,2 |
|                      | Douglas Ross      | Conservative Party      | 12.513  | 32,8 |
|                      | Jo Hart           | Reform UK               | 5.562   | 14,6 |
|                      | Andy Brown        | Labour Party            | 3.876   | 10,1 |
|                      | Ian Bailey        | Liberal Democrats       | 2.782   | 7,3  |
| Gesamt               | Gesamt            | Gesamt                  | 38.188  | 100  |
|                      |                   |                         |         |      |
| Ungültige Stimmen    | Ungültige Stimmen | Ungültige Stimmen       | 170     | 0,4  |
| Wähler               | Wähler            | Wähler                  | 38.358  | 54,8 |
| Wahlberechtigte      | Wahlberechtigte   | Wahlberechtigte         | 70.058  |      |
|                      |                   |                         |         |      |
| Quelle: UK Parlament |                   |                         |         |      |